# Sam Rivers (sassofonista)
Samuel Carthorne Rivers (Enid, 25 settembre 1923 – Orlando, 26 dicembre 2011) è stato un sassofonista, polistrumentista e compositore statunitense di musica jazz.
Rivers suonava, con identica abilità, il sax soprano, il sax tenore, il flauto traverso, il clarinetto basso e il pianoforte.

## Biografia
Il padre di Rivers era un cantante gospel che aveva fatto parte dei Fisk Jubilee Singers e del Silverstone Quartet, e questo fece sì che Rivers iniziasse ad interessarsi di musica in giovane età.
Trasferitosi a Boston nel 1947, per studiare al conservatorio con Alan Hovhaness e diplomandosi in viola e composizione, Samuel iniziò a suonare con Quincy Jones, Herb Pomeroy, Tadd Dameron ed altri. Nel 1959 incontrò il batterista Tony Williams - allora tredicenne - che, nel 1964, lo avrebbe fatto scritturare per un breve periodo nel quintetto di Miles Davis. Con questo gruppo Rivers registrò l'album Miles in Tokyo.
Dopo aver firmato un contratto con la Blue Note Records, Rivers iniziò a suonare ed incidere come leader, usando come sideman, tra gli altri, Jaki Byard (in Fuchsia Swing Song), Herbie Hancock e Freddie Hubbard (in Contours). Collaborò inoltre alle incisioni Blue Note di Tony Williams, Andrew Hill e Larry Young.
In questo periodo Rivers compose anche il suo brano più famoso: la ballad Beatrice, tratta da Fuchsia Swing Song, divenne uno standard frequentato soprattutto dai tenorsassofonisti.
Trasferitosi dall'inizio degli anni sessanta a New York, negli anni settanta Rivers vi fondò e diresse un locale jazz, lo Studio RivBea, situato nel quartiere di NoHo. Il nome del locale derivava da quello di sua moglie, Bea, che ne era la cofondatrice. Proseguì inoltre il suo lavoro in sala di registrazione per diverse etichette discografiche registrando diversi album per la Impulse! Records (tra cui Trio Live, e Crystals per big band); in questo periodo apparve anche come sideman sull'album di Dave Holland Conference of the Birds, dove suona nella title track assieme a Anthony Braxton e Barry Altschul costituendo il "coro degli uccelli al mattino". Con Holland formò poi un gruppo che portò in tournée in Europa (continente che in quel periodo frequentava con una certa regolarità). Questi furono anche gli anni in cui godette di una grande fortuna presso parte della critica specializzata, che arrivò ad indicarlo come uno dei più importanti solisti sulla scena e il probabile futuro caposcuola del jazz post-free.
In Italia ha lavorato e inciso con il sassofonista Mario Schiano.
Negli anni novanta, Rivers si è trasferito a Orlando, in Florida fondando un trio composto, oltre che da lui, da Anthony Cole e Doug Matthews. Nel 1998 ha registrato, per la RCA Victor e alla RivBea All-Star Orchestra, due album per grande orchestra: Culmination e Inspiration
Altri album recenti di Rivers sono Portrait, (FMP) da solista, e Vista (Meta) in trio con Adam Rudolph alla batteria e Harris Eisenstadt al basso. Nel 2006, Rivers ha pubblicato Aurora, un disco contenente le proprie composizioni per la RivBea Orchestra.
È scomparso nel 2011 all'età di 88 anni a seguito di una polmonite.